# Mondaí
Mondaí es un municipio brasileño del estado de Santa Catarina. Tiene una población estimada al 2022 de 10 066 habitantes. Ubicado en la frontera con Río Grande del Sur, pertenece a la Región metropolitana del Extremo Oeste.

## Historia
El primer asentamiento de la localidad fue por parte de la empresa Chapecó-Peperi Ltda. en 1922, cuya localidad era conocida entonces como Porto Feliz. Los primeros colonos fueron familias descendientes de alemanes, provenientes de Seberi.
Elevado a distrito en 1926 subordinado a Chapecó, Mondaí se emancipó el 27 de febrero de 1954.

## Economía
La principal actividad económica del municipio es la citricultura, actividad que comenzó en los años '70, destacándose la producción de naranjas. Mondaí es la Capital de la fruta y en junio de cada año se realiza la Fiesta de la Fruta atrayendo gran cantidad de turistas.